# وولف هيرث
ولفرام كورت ايرهارد HIRTH (25 يوليو 1959 28 فبراير 1900) كان أحد مؤسسي شركة شيمب-هيرث، التي لا تزال شركة تصنيع طائرات شراعية شهيرة. 
ولد هيرث في شتوتغارت، نجل مهندس وصانع أدوات. وكان الأخ الأصغر لهيلموت، الذي أسس محرك طائرة هيرث الشهير.

## الموت
أصيب بنوبة قلبية أثناء طيرانه بطائرة شراعية هوائية من طراز Vogt Lo-100 عام 1959 وتوفي في الحادث التالي. تم نشر Handbuch des Segelfliegens بعد وفاته في عام 1963. 

## روابط خارجية
- وولف هيرث على موقع مونزينجر (الألمانية)